# Oyster Bay (hamlet, New York)
Oyster Bay è un census-designated place (CDP) degli Stati Uniti d'America, situato nello stato di New York, nella contea di Nassau.